# San Víctor (Argentina)
San Víctor es una localidad y comuna de 1ª categoría del distrito Manantiales del departamento Feliciano, en la provincia de Entre Ríos, República Argentina. Se halla al norte de la provincia en el límite con el departamento La Paz y cerca del límite con la provincia de Corrientes. 
La población de la localidad, es decir sin considerar el área rural, era de 174 personas en 1991 y de 211 en 2001. La población de la jurisdicción de la junta de gobierno era de 734 habitantes en 2001.
Este lugar se caracteriza por actividades económicas de ganado vacuno y ovino, cultivo de maíz, soja, arroz, etc. Cuenta con una presidencia de junta de gobierno elegida por el pueblo.
Los límites jurisdiccionales de la junta de gobierno fueron establecidos por decreto 2429/2001 MGJ del 16 de julio de 2001, coincidentes con los del distrito Manantiales. Se apoyan en los arroyos Mulas del Paraíso, Masas, Chilcalito, Feliciano, y San Víctor, y en el ejido de San José de Feliciano.
La junta de gobierno fue elevada a la 2ª categoría por decreto 3051/2001 MGJ del 27 de agosto de 2001.
El ramal San Jaime-La Paz del Ferrocarril General Urquiza atravesó el territorio jurisdiccional de la junta de gobierno de San Víctor desde 1934 hasta que fue levantado en 1969. Contaba con las estaciones Palo a Pique y San Víctor.

## Comuna
La reforma de la Constitución de la Provincia de Entre Ríos que entró en vigencia el 1 de noviembre de 2008 dispuso la creación de las comunas, lo que fue reglamentado por la Ley de Comunas n.º 10644, sancionada el 28 de noviembre de 2018 y promulgada el 14 de diciembre de 2018. La ley dispuso que todo centro de población estable que en una superficie de al menos 75 km² contenga entre 700 y 1500 habitantes, constituye una comuna de 1ª categoría. La Ley de Comunas fue reglamentada por el Poder Ejecutivo provincial mediante el decreto 110/2019 de 12 de febrero de 2019, que declaró el reconocimiento ad referéndum del Poder Legislativo de 34 comunas de 1ª categoría con efecto a partir del 11 de diciembre de 2019, entre las cuales se halla San Víctor. La comuna está gobernada por un departamento ejecutivo y por un consejo comunal de 8 miembros, cuyo presidente es a la vez el presidente comunal. Sus primeras autoridades fueron elegidas en las elecciones de 9 de junio de 2019.